# Max (chaîne de télévision)
Pour les articles homonymes, voir Max.
Max est une chaîne de télévision québécoise spécialisée de catégorie A appartenant à Remstar Média et lancée le 8 septembre 1997. Connue sous le nom de MusiMax jusqu’en août 2016, la chaîne a changé complètement de vocation, passant de chaîne musicale à destination pour les amateurs de séries et de films.

## Historique
Le 4 septembre 1996, le CRTC a approuvé la demande de MusiquePlus Inc. (50 % Radiomutuel et 50 % CHUM Limited) pour le service MusiMax, « consacré à la musique sous toutes ses formes et dont la programmation est constituée principalement de vidéoclips. Musimax diffusera aussi des concerts, des documentaires, des films et d'autres émissions basées sur la musique ».
La chaîne a été lancée le 8 septembre 1997, la petite sœur de MusiquePlus, elle-même fondée en 1986 par Pierre Marchand. Un an plus tard, son équivalent anglophone, MuchMoreMusic, a été lancé.
À la fin 1999, Astral Media a fait l'acquisition de Radiomutuel, et a repris ses parts dans MusiquePlus Inc. En juillet 2006, CTVglobemedia a annoncé son intention de faire l'acquisition de CHUM Limited, avec l'intention de se départir de leurs parts dans MusiquePlus Inc. Le 11 avril 2007, Astral Media achète les parts restantes et devient unique propriétaire de MusiMax dès septembre.
Elle cible particulièrement les adultes, en offrant notamment des émissions spéciales sur l'histoire musicale des années 1960, 70, 80, 90, 2000 et 2010. Aux débuts de MusiMax, la programmation ciblait particulièrement les adultes, mais la chaîne a su diversifier son contenu pour plaire à un plus large public (entre autres avec l'émission humoristique Julien le Matin) tout en se différenciant de sa station sœur. Elle produit, entre autres, l'émission Musicographie.
Depuis le 23 août 2010, MusiMax et sa station sœur, MusiquePlus, diffusent en haute définition (HD).
Le 4 mars 2013, Bell Canada annonce en prévision de son achat des actifs d'Astral, qu'elle se départirait de MusiquePlus et Musimax, qui seront mises aux enchères. Le 3 décembre 2013, V Media (Remstar) conclut une entente avec Bell Media afin d'acquérir MusiquePlus et Musimax, sous approbation du CRTC. La transaction a été approuvée le 11 septembre 2014.
Le 29 août 2016, la chaîne est devenue MAX. Propriété de Groupe V Média, elle propose une vaste sélection de films et de séries actuels, destinés à un large public.

### Identité visuelle (logo)

Logo de MusiMax utilisé jusqu'au 10 août 2010
Logo du 10 août 2010 au 1er septembre 2015.
Logo depuis le 29 août 2016.

## Programmation

### En tant que MusiMax
- Les Immortels de la chanson francophone (animé par Louise Forestier, 1997-)[7]
- Country Max (animé par Bourbon Gautier, 1997-)[7]
- Duo Benezra (Sonia Benezra, 1998–2006)
- Musicographie (1998–2014)
- Julien le Matin (animé par Julien Tremblay, 2004–2006)
- Benezra reçoit (2010–2012)

### En tant que Max

#### Séries télévisées
- Rivalité: Bette et Joan - Feud[8] (automne 2018)
- Tu es pire que moi![8] (automne 2018)
- L'affaire Gianni Versace: American Crime Story[8] (automne 2018)
- Imposteurs (automne 2018)
- L'Affaire O.J. Simpson : American Crime Story (automne 2016)
- The Girlfriend Experience (V.F.) (2017-)
- Esprits criminels: unité sans frontières (2017-)
- X-Files (2016-)
- Le Mentaliste (2016-)
- Dr House (2016-)
- Bones (2016-)
- Mémoire sous enquête (2016-)
- Les Disciples (automne 2016)
- Éternel (automne 2016)
- Personne d’intérêt (automne 2016)
- La Loi et l’ordre : crimes sexuels (automne 2016)
- Chicago Med (2016-)
- Orange is the New Black[9] (2017-)
- Younger[9] (hiver 2017)
- Amour, si affinités (Casual)[9] (hiver 2017)
- Heure limite (Rush Hour)[9] (hiver 2017)
- Lucifer[9] (2017-)
- Happy Valley[9] (printemps 2017)
- Alerte contagion (Containment)[9] (printemps 2017)